# Fatal Labyrinth
Fatal Labyrinth, intitulado Shi no Meikyuu: Labyrinth of Death (死の迷宮) no Japão, é um jogo eletrônico de role-playing desenvolvido e publicado pela Sega. Originalmente disponível exclusivamente no serviço de jogo multijogador Sega Meganet em 1990, foi posteriormente refeito para o Sega Mega Drive em 1991. O jogo aparece no Sonic's Ultimate Genesis Collection para Xbox 360 e PlayStation 3. O jogo também foi lançado para o Microsoft Windows em 13 de setembro de 2010. O jogo é semelhante e compartilha ativos com o Dragon Crystal, que também foi lançado nessa época.

## Jogabilidade
O jogador controla um herói não definido que concordou em entrar em um labirinto proibido, lutar contra vários monstros e subir até o 30º andar onde um dragão maligno guarda o 'Cálice Sagrado' roubado. O herói pode andar pela cidade conversando com os moradores antes de entrar no labirinto. Ao derrotar o dragão e recuperar o cálice, o jogador volta para a aldeia para falar com os aldeões, que oferecem elogios e parabéns pelos esforços do herói.
Embora Fatal Labyrinth tenha um sistema de pontos de experiência muito básico, não é exatamente um RPG típico baseado em turnos ou de ação. Ele compartilha elementos com jogos roguelike, com um enredo e jogabilidade muito mais simples. Assim como nos jogos roguelike, cada nível e seu conteúdo são gerados aleatoriamente, similar à série Mystery Dungeon da Chunsoft.
Em cada nível do labirinto, armas, armaduras, anéis mágicos e outros itens são encontrados, que podem ser equipados ou soltos. Armas brancas incluem machados, espadas e lanças (embora o comprimento da arma determine suas características). Armas curtas (machados, espadas curtas) são mais poderosas, mas menos precisas, enquanto armas mais longas (espadas largas, lanças) geralmente dão menos dano, mas são mais precisas. Arcos e shurikens estão incluídos para o combate de projéteis. Coletes, capacetes e escudos podem ser encontrados. Os efeitos dos anéis mágicos variam de aumentar o poder do herói a usá-los para lançar projéteis mágicos.
Fatal Labyrinth também tem uma grande variedade de outros itens, incluindo pergaminhos, bastões e poções. Uma parte fundamental do jogo gira em torno de identificar quais desses itens beneficiam o personagem e quais têm maldições. Às vezes, jogar esses itens pode causar danos ao projétil. Depois de derrotar monstros, o herói sobe de nível e ganha pontos de vida, adiciona poder de ataque e recebe um título melhor.
Inimigos só se movem e atacam em resposta às ações do jogador; ou seja, quando o jogador dá um passo, os inimigos dão um passo. Pontos de verificação existem a cada cindo andares; Ao morrer, o jogador retorna em um desses andares se eles já sido alcançados. Se o herói vagar por um nível por muito tempo, a tela irá piscar e os monstros irão reaparecer. Alguns andares têm buracos nos quais o personagem cai um nível e tem que lutar contra monstros naquele nível novamente. O herói também pode pisar em um alarme e pode ficar preso por monstros. Às vezes o herói reaparece em uma sala sem portas visíveis, então ele pode precisar procurar uma porta escondida.
A comida é uma parte vital do jogo. Quando alimentado, o herói regenera lentamente a saúde. Se não for alimentado por longos períodos de tempo, o herói fica com fome e perde a saúde. Por outro lado, ao se alimentar em excesso, o personagem morre por comer demais. Alguns itens podem ajudar ou atrapalhar a digestão do herói.
Como muitos RPGs, o ouro está presente, embora o único papel seja fornecer ao jogador um serviço funerário melhor após a sua morte. Quanto mais ouro você coletar no jogo, mais detalhada será a sua sepultura. Mais pessoas comparecerão ao funeral do jogador com base em seu nível quando morto.